# Pézenas
Pézenas település Franciaországban, Hérault megyében. Lakosainak száma 7789 fő (2022. január 1.). Pézenas Alignan-du-Vent, Aumes, Castelnau-de-Guers, Caux, Florensac, Lézignan-la-Cèbe, Montagnac, Nézignan-l’Évêque, Nizas, Saint-Thibéry és Tourbes községekkel határos.

## Népesség
A település népességének változása:
| Lakosok száma | 9103 | 7519 | 7443 | 8484 | 8317 | 8156 | 8280 | 8148 | 7857 | 7789 |
|               | 1968 | 1982 | 1999 | 2006 | 2012 | 2015 | 2017 | 2018 | 2020 | 2022 |